# Апсинт
Апсинт је алкохолно пиће које се производи од аниса, пелена и шећера, а садржи и до 72 процента алкохола.
Наводно га је први пут произвео др Пјер Ординер (Pierre Ordinaire) 1792. године као лек против дизентерије и маларије и назвао га Artemisia Absinthium. Напитак убрзо добија надимак La Fée Verte или „зелена вила“, због своје специфичне боје. Овај лек убрзо постаје омиљено пиће, поготово међу француским војницима у Северној Африци, који су у апсинт почели да додају анис да му поправе укус.
Апсинт почиње да стиче све већу популарност и ускоро га прихватају уметници и припадници високог друштва. Највећу популарност доживљава у периоду од 1880. до 1914, а само 1910. попијено је више од 36 милиона литара овог пића. Осим у Француској, конзумирање апсинта брзо се проширило и у Сједињеним државама, највише у Њу Орлеансу, граду с француским коренима. Америчке власти забрањују апсинт 1912. због велика броја алкохоличара, а 1920. започиње доба прохибиције, потпуне забране алкохола.
Следећи пример САД, ускоро и остале државе забрањују апсинт, а Француска уводи забрану 1915. Но пиће је било толико популарно да се и даље продавало. Произвођачи су се на разне начине довијали како прикрити чињеницу да продају апсинт. Неки су ишли чак толико далеко да су апсинт продавали као тоник за косу. Занимљиво је да апсинт никада није био забрањиван у Уједињеном Краљевству, нити у Шпанији.
Француска, међутим, поново обнавља производњу тог славног контроверзног пића. Тако Франсоа Ги (Francois Guy), наследник познате дестилерије из Понтарлијера, поновно почиње да производи апсинт, но његов напитак мора бити знатно блажи од својих „оригиналних“ претходника. У литру пића количина тујона – неуротоксина који је главни кривац за халуцинације уживатеља апсинта - не сме бити већа од 10 mg.
Апсинт се пије на специфичан начин. У високу чашу улије се мало апсинта, а затим се на кашичицу у којој је шећер, лагано долива ледена вода, која мора да полако капље у чашу с апсинтом. Свака кап претвара се у бљештавобелу пахуљицу у зеленом апсинту. Шећер служи за ублажавање горчине пелина, а сама метода припремања даје пићу додатну чар. Њy Орлеанс олд апсинт хаус(New Orleans Old Apsint House) била је позната по великој фонтани из које је стално капала хладна вода у чаше с апсинтом.
Многи уметници и познате личности обожавали су апсинт. Сликар Тулуз Лотрек (Toulouse-Lautrec) радио је посебан коктел, који је назвао un tremblement de terre (потрес), а који се састојао од апсинта и коњака. Уместо воде, апсинт може да се меша и са црним или белим вином, а неки га пију чистог. Оскар Вајлд (Oscar Wilde), један од уживалаца овог необичног пића, једном је написао: „Први степен опијања апсинтом није ништа посебно, у другом вам се почињу да привиђају чудовишне и окрутне ствари, али ако издржите, на крају ћете доћи до завршног ступња и тада ћете видети ствари које желите да видите - прекрасне, неописиве ствари“.